# Bund der Energieverbraucher
Der Bund der Energieverbraucher e. V. ist ein bundesweit tätiger Verein zum Schutz der Interessen von privaten Verbrauchern bei der Energieversorgung. Der Sitz ist Bonn. Die Bundesgeschäftsstelle befindet sich seit 2007 im rheinland-pfälzischen Unkel bei Bonn, zuvor befand sich diese in der Nachbargemeinde Rheinbreitbach.

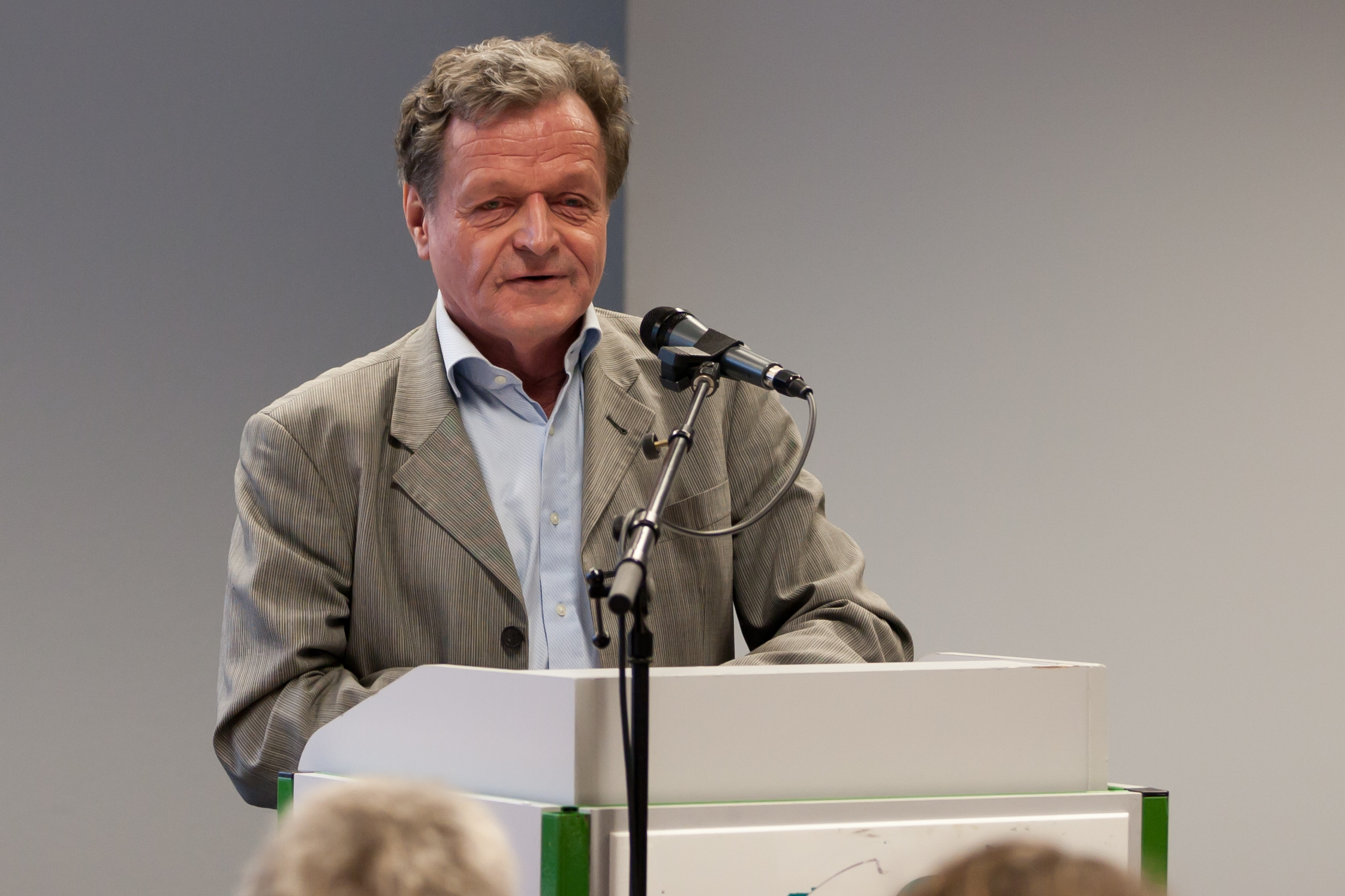
Aribert Peters, Gründer und 2. Vorsitzender

Der Verein wurde 1987 von Aribert Peters gegründet und hat knapp 10.000 Mitglieder (Stand 2022). Er gibt vierteljährlich die Zeitschrift Energiedepesche heraus. 1996 erhielt er den Cusanus-Preis der Stadt Koblenz für sein Phönix-Projekt, in dem Solaranlagen direkt vom Hersteller an Verbraucher geliefert wurden, unterstützt von etwa 500 geschulten Beratern.
Er ist Mitglied im Verbraucherzentrale Bundesverband. Der Verein bietet seinen Mitgliedern rechtlichen Schutz und Informationen für den günstigen Bezug von Flüssiggas, Elektrizität und Heizöl.
2013 begann der Verein das vom Bundesministerium der Justiz und für Verbraucherschutz geförderte Projekt Verbraucherorientierte Energieanbieterinformation mit dem Ziel, Verbrauchern zuverlässige Informationen über Energieanbieter und Tarife zur Verfügung zu stellen. Mit den Informationen sollen Risiko und Aufwand eines Anbieter- und Verbraucherwechsels deutlich reduziert werden.
Der Bund der Energieverbraucher ist einer der 56 qualifizierten Verbraucherverbände in Deutschland, die eine Musterfeststellungsklage oder Abhilfeklage durchführen dürfen.